# Sistema di misura
Un sistema di misura è un insieme di strumenti di misura ed altre apparecchiature, utilizzate assieme per eseguire uno specifico compito di misurazione. Il concetto di sistema di misura non va confuso con il concetto di sistema di unità di misura, che è l'insieme coerente di unità di misura con cui vengono definite le varie grandezze fisiche (di cui l'SI ne è l'esempio).

## Descrizione
I sistemi di misura vengono utilizzati quando il singolo strumento commerciale non è in grado di effettuare misure nel modo e con le caratteristiche volute, o quando esso non è disponibile e si è costretti a realizzarne un equivalente, assemblandone diversi altri, tra quelli praticamente disponibili.
Alcuni esempi dove si è costretti ad utilizzare un sistema di misura:
- quando la misura deve essere ottenuta con un metodo di misura indiretto;
- quando viene richiesta estrema precisione (il caso di molti campioni primari);
- quando viene richiesta la misura in condizioni ambientali particolari (ad alta temperatura, in ambienti umidi, o sotto vuoto).

Il sistema di misura più semplice è una catena di misura, cioè una successione di strumenti ed altre apparecchiature, collegate in modo da poter elaborare il segnale a partire dalla grandezza d'ingresso (il misurando), fino all'ottenimento della lettura in uscita (la misura).
In ambiti più complessi, il sistema di misura comprende anche la serie di strumenti e apparecchiature destinate alla verifica e al controllo delle condizioni di contorno; almeno quelle che hanno influenza sulla misura, o sul valore del misurando (esempio: la temperatura, l'umidità e la pressione atmosferica).

## Concettoestesodi sistema di misura
Quanto sopra esposto costituisce il concetto universalmente riconosciuto di sistema di misura, peraltro codificato nel VIM (Vocabolario Internazionale di Metrologia).
Con lo sviluppo della Metrologia, però il concetto tende a subire un ampliamento. Infatti, la continua ricerca di misure qualitativamente migliori ha fatto emergere la necessità del controllo di tutti quei fattori (precedentemente poco curati) che hanno una qualche influenza sulla misura.
Sì è già accennato che, il sistema di misura, si compone anche dalle apparecchiature/strumentazioni destinate al controllo delle condizioni ambientali. Il problema è che la misura può essere significativamente influenzata anche da altre problematiche, esempio:
- metodologia applicata;
- qualità degli strumenti di calcolo;
- manipolazione dell'oggetto in misura;
- stato di manutenzione e taratura degli strumenti e delle attrezzature.

Tutti questi elementi permettono, assieme, di assicurare la qualità delle misure e sono pertanto condizioni d'influenza della misura stessa: di fatto, fanno sistema.
Così, sempre più spesso, il concetto di sistema di misura viene esteso, comprendendo sia le risorse propriamente strumentali, sia gli elementi metodologici. A riprova di questa evoluzione, si può citare il fatto che gli organismi di accreditamento/certificazione sono obbligati, sia alla verifica metodologica, che alla verifica organizzativa dei laboratori di misura.

## Qualità metrologiche
La norma UNI 4546 dà le definizioni delle qualità metrologiche di uno strumento di misura come riportato in tabella:
| Campo di misurazione o Campo di misura     | Intervallo limitato dai valori e della grandezza tra i quali la misura è ottenuta con la precisione richiesta. Uno strumento con scala multipla ha più di un campo di misurazione. |
| ------------------------------------------ | --- |
| Portata massima                            | Valore della grandezza da misurare che corrisponde al limite superiore del campo di misurazione. Uno strumento con scala multipla ha più di una portata massima. |
| Portata minima                             | Valore della grandezza da misurare che corrisponde al limite inferiore del campo di misurazione. Uno strumento con scala multipla ha più di una portata minima. |
| Sensibilità assoluta {\displaystyle S_{A}} | Rapporto tra un incremento {\displaystyle {\Delta }l} di escursione o di scostamento dell'indice e il corrispondente incremento {\displaystyle {\Delta }G} della grandezza misurata, in un determinato punto della scala: {\displaystyle a={\Delta l \over \Delta G}} |
| Amplificazione a                           | Rapporto, negli strumenti che misurano grandezze misure lineari, tra un incremento {\displaystyle {\Delta }l} di escursione o di scostamento dell'indice e il corrispondente incremento {\displaystyle {\Delta }L} della grandezza misurata, in un determinato punto della scala: {\displaystyle a={\Delta l \over \Delta G}} |
| Sensibilità relativa {\displaystyle S_{R}} | Rapporto tra un incremento {\displaystyle \Delta l} di escursione o di scostamento dell'indice e la corrispondente variazione relativa {\displaystyle {\Delta G \over G}} della grandezza misurata G: {\displaystyle S_{R}={\Delta l \over {\Delta \over G}}} |
| Soglia di sensibilità                      | La più piccola variazione di grandezza capace di modificare la condizione di equilibrio dell'indice, in un determinato punto della scala. È il reciproco della sensibilità assoluta per {\displaystyle {\Delta l}} tendente a zero. |
| Soglia di sensibilità all'avviamento       | La più piccola variazione di grandezza capace di modificare la condizione di equilibrio dell'indice nella sua posizione di riposo. |
| Prontezza                                  | Tempo che deve trascorrere prima che l'indice, muovendosi dalla posizione di riposo, raggiunga la definitiva posizione di equilibrio, nei limiti della classe di precisione dello strumento, allorché allo strumento stesso viene bruscamente applicata una grandezza. Il valore di questa è di solito assunto uguale ai 2/3 dell'intervallo compreso tra la portata massima e il valore della grandezza corrispondente alla suddetta posizione di riposo. Gli estremi di tale intervallo devono sempre essere specificati se la posizione di riposo non coincidono con lo zero della scala. |